# سیاهرگ‌های تورتیغه‌ای
سیاهرگ‌های تورتیغه‌ای (انگلیسی: Trabecular veins) سیاهرگ‌هایی هستند که در مسیر تورتیغه‌های (ترابکول‌های) طحال قرار دارند و از سیاهرگ‌های پولپ تورتیغه‌ای به‌وجود می‌آیند.